# Rachel Crothers
Pour les articles homonymes, voir Crothers.
Rachel Crothers est une dramaturge et metteur en scène américaine, née à Bloomington (Illinois) le 12 décembre 1878, morte à Danbury (Connecticut) le 5 juillet 1958.

## Biographie
Après des études d'art dramatique à Boston et New York, Rachel Crothers débute au théâtre sur la scène new-yorkaise, comme auteur de pièces, jouées régulièrement à Broadway entre 1906 et 1943. L'une des plus connues est Susan and God, créée en 1937, puis adaptée au cinéma en 1940. Plusieurs autres de ses pièces seront également transposées à l'écran, de 1914 à 1941 ; et notons ici qu'elle contribue, comme scénariste — la seule fois —, à l'adaptation en 1935 de sa pièce Splendor. Elle exerce aussi comme metteur en scène à Broadway, principalement de ses propres œuvres, mais également de quelques-unes écrites par des collègues dramaturges. Toujours à Broadway, elle est actrice d'une pièce en 1920 et productrice d'une autre en 1925 (dans chaque cas, il s'agit d'une expérience unique).

## Théâtre (à Broadway)
Pièces, comme auteur, sauf mention contraire ou complémentaire
- 1906-1907 : The Three of Us, avec Henry Kolker
- 1907 : The Coming of Mrs. Patrick
- 1908 : Myself-Bettina, avec Grant Mitchell
- 1910 : A Man's World[2], avec Charles Richman
- 1913 : Revenge, or the Pride of Lillian Le Mar
- 1913 : Ourselves
- 1914 : Young Wisdom
- 1914 : The Heart of Paddy Wack, drame musical, avec musique d'Ernest R. Ball et lyrics de J. Keirn Brennan
- 1916-1917 : Old Lady 31, d'après un roman de Louise Forsslund
- 1917 : Mother Carey's Chickens, coécrite par Kate Douglas Wiggin
- 1918 : Once upon a Time, avec Jessie Ralph
- 1918-1919 : A Little Journey
- 1919 : 39 East, avec Luis Alberni, Blanche Friderici, Henry Hull, Alison Skipworth
- 1920 : He and She (+ actrice)
- 1921 : Nice People, avec Tallulah Bankhead
- 1921-1922 : Everyday, avec Tallulah Bankhead, Henry Hull, Lucile Watson (+ metteur en scène)
- 1923 : Mary the Third
- 1924 : Expressing Willie, avec Louise Closser Hale (+ metteur en scène)
- 1925 : The Book of Charm de John Kirkpatrick (metteur en scène et productrice)
- 1925-1926 : A Lady's Virtue, avec George Barbier, George Meeker, Mary Nash, Robert Warwick (+ metteur en scène)
- 1927-1928 : Venus (+ metteur en scène)
- 1928 : Exceeding Small de Caroline Francke (metteur en scène)
- 1929 : Let Us Be Gay, avec Warren William (+ metteur en scène)
- 1931 : As Husbands go (+ metteur en scène)
- 1931 : Caught Wet, avec Alan Hale Jr. (+ metteur en scène)
- 1932-1933 : When Ladies meet, avec Walter Abel, Spring Byington, Frieda Inescort, Herbert Rawlinson, Selena Royle (+ metteur en scène)
- 1933 : As Husbands go, reprise (+ metteur en scène)
- 1937-1938 : Susan and God, avec Gertrude Lawrence
- 1940 : The Old Foolishness de Paul Vincent Carroll, avec Vincent J. Donehue, Sally O'Neil (metteur en scène)
- 1943 : Susan and God, reprise, avec Gertrude Lawrence, Francis Compton, Conrad Nagel

## Cinéma
Pièces adaptées, sauf mention contraire
- 1914 : The Three of Us de John W. Noble (d'après la pièce éponyme)
- 1916 : The Perils of Divorce d'Edwin August (d'après une histoire originale)
- 1918 : A Man's World d'Herbert Blaché (d'après la pièce éponyme)
- 1919 : The Mite of Love, court métrage de George Terwilliger (d'après une histoire originale)
- 1920 : Old Lady 31 de John Ince (première adaptation de la pièce éponyme)
- 1920 : 39 East (en) de John Stuart Robertson (d'après la pièce éponyme)
- 1922 : Nice People de William C. de Mille (d'après la pièce éponyme)
- 1924 : Wine of Youth de King Vidor (d'après la pièce Mary the Third)
- 1927 : A Little Journey de Robert Z. Leonard (d'après la pièce éponyme)
- 1930 : Soyons gai (Let Us be Gay) d'Arthur Robison (d'après la pièce éponyme ; film tourné en deux versions, l'une américaine, l'autre française, avec des distributions différentes)
- 1933 : When Ladies meet d'Harry Beaumont et Robert Z. Leonard (première adaptation de la pièce éponyme)
- 1934 : As Husbands go d'Hamilton MacFadden (d'après la pièce éponyme)
- 1934 : La Femme de sa vie (No More Ladies) d'Edward H. Griffith et George Cukor (adaptatrice d'une pièce d'A.E. Thomas)
- 1935 : Splendor d'Elliott Nugent (d'après la pièce éponyme ; + scénariste)
- 1938 : Mother Carey's Chickens de Rowland V. Lee (d'après la pièce éponyme)
- 1940 : Suzanne et ses idées (Susan and God) de George Cukor (d'après la pièce éponyme)
- 1940 : The Captain is a Lady de Robert B. Sinclair (deuxième adaptation de la pièce Old Lady 31)
- 1941 : Duel de femmes (When Ladies meet) de Robert Z. Leonard (deuxième adaptation de la pièce éponyme)